# 日光東往還
日光東往還（にっこうひがしおうかん）は、日光東照宮参詣の為に造られた日光街道の脇往還である。水戸街道小金宿 - 我孫子宿間の追分と日光街道石橋宿 - 雀宮宿間の追分を結んでいた。
日光東往還は、水戸街道小金宿と我孫子宿の間、向小金より北東、かつての小金牧内、現在の柏市豊四季字新木戸（JR常磐線南柏駅付近）で分岐し、関宿、結城といった城下町を経て、日光街道石橋宿と雀宮宿の間、かつての河内郡茂原新田御料、現在の下野市下古山と河内郡上三川町鞘堂の境付近（JR宇都宮線宇都宮貨物ターミナル駅付近）で日光街道に合流する官道であった。その道程は20里34町（約82キロメートル）に及ぶ。参詣目的のほかに周辺大名の参勤交代や物資の輸送、庶民にも利用された。関宿道、結城街道、結城道、多功道という名称もあったほか、江戸幕府による正式名称は関宿通多功道であった。
現在、周辺住民からは旧日光街道と呼ばれるほか久世街道、結城街道などとも呼ばれる。前述の南柏駅付近を走る国道6号には「旧日光街道入口」という交差点も存在する。

## 宿場
1. 山崎宿（千葉県野田市山崎）
2. 中里宿（千葉県野田市）
3. 関宿宿（千葉県野田市）
4. 境宿（茨城県猿島郡境町）
5. 谷貝宿（茨城県古河市）
6. 仁連宿（茨城県古河市）
7. 諸川宿（茨城県古河市）
8. 武井宿（茨城県結城市）
9. 結城宿（茨城県結城市）
10. 多功宿（栃木県河内郡上三川町）

## 現在の平行道路
- 国道16号
- 茨城県道・千葉県道17号結城野田線
- 茨城県道126号尾崎境線
- 茨城県道・栃木県道146号結城石橋線